# Hannah Auchentaller
Hannah Auchentaller (ur. 28 marca 2001 w Innichen) – włoska biathlonistka, mistrzyni świata i czterokrotna medalistka mistrzostw świata juniorów.

## Kariera
Po raz pierwszy na arenie międzynarodowej pojawiła się w 2019 roku, startując na mistrzostwach świata juniorów w Osrblie, gdzie była między innymi szósta w sztafecie i szesnasta w sprincie. Na rozgrywanych rok później mistrzostwach świata juniorów w Lenzerheide, zdobywając srebrny medal w sztafecie. Wynik ten powtórzyła podczas mistrzostw świata juniorów w Obertilliach w 2021 roku, a na mistrzostwach świata juniorów w Soldier Hollow w 2022 roku zdobywał dwa medale: złoty w sztafecie i srebrny w biegu pościgowym.
W zawodach Pucharu Świata zadebiutowała 2 grudnia 2021 roku w Östersund, zajmując 81. miejsce w sprincie. Pierwsze punkty wywalczyła 21 stycznia 2023 roku w Rasen-Antholz, gdzie zajęła 33. miejsce w biegu pościgowym.
Wystartowała na mistrzostwach świata w Oberhofie w 2023 roku, razem z Samuelą Comolą, Dorotheą Wierer i Lisą Vittozzi zdobywając złoty medal w sztafecie. Zajęła tam także 22. miejsce w biegu indywidualnym, 29. w biegu masowym, 32. w pościgowym oraz 33. w sprincie.

## Osiągnięcia

### Mistrzostwa świata
| Rok  | Miejscowość | Konkurencje | Konkurencje | Konkurencje | Konkurencje | Konkurencje | Konkurencje | Konkurencje |
| Rok  | Miejscowość | IN          | SP          | PU          | MS          | RL          | MR          | SR          |
| ---- | ----------- | ----------- | ----------- | ----------- | ----------- | ----------- | ----------- | ----------- |
| 2023 | Oberhof     | 22.         | 33.         | 32.         | 29.         | 1.          | –           | –           |
| 2025 | Lenzerheide | 21.         | 46.         | 40.         | –           | 7.          | 7.          | –           |

### Mistrzostwa świata juniorów
| Rok  | Miejscowość    | Konkurencje | Konkurencje | Konkurencje | Konkurencje | Konkurencje | Konkurencje | Konkurencje |
| Rok  | Miejscowość    | IN          | SP          | PU          | MS          | RL          | MR          | SR          |
| ---- | -------------- | ----------- | ----------- | ----------- | ----------- | ----------- | ----------- | ----------- |
| 2019 | Osrblie        | 33.         | 16.         | 25.         | nd.         | 6.          | nd.         | nd.         |
| 2020 | Lenzerheide    | 9.          | 7.          | 35.         | nd.         | 2.          | nd.         | nd.         |
| 2021 | Obertilliach   | 19.         | 12.         | 23.         | nd.         | 2.          | nd.         | nd.         |
| 2022 | Soldier Hollow | 8.          | 7.          | 2.          | nd.         | 1.          | nd.         | nd.         |

### Puchar Świata

#### Miejsca w klasyfikacji generalnej
| Sezon     | Miejsce |
| --------- | ------- |
| 2021/2022 | -       |
| 2022/2023 | 57.     |
| 2023/2024 | 60.     |
| 2024/2025 | 40.     |